# Збигнев Шчибор-Рилски
Збѝгнев Дионѝзи Шчѝбор-Рилски, герб Осто̀я (на полски: Zbigniew Dionizy Ścibor-Rylski), с псевдоними „Мо̀тил“ и Станѝслав, е полски пилот, офицер от Армия Крайова, бригаден генерал от Полската войска, участник във Варшавското въстание
В периода 2004 – 2014 година секретар на Капитула на ордена „Virtuti Militari“, Съосновател и председател в периода 1989 – 2018 година на Главния съвет на Съюза на варшавските въстаници.